# The History of Sound
The History of Sound är en amerikansk romantisk dramafilm som hade premiär på Cannes filmfestival den 21 maj 2025. Den är regisserad av Oliver Hermanus efter ett manus skrivet av Ben Shattuck.

## Handling
Två unga män under första världskriget ger sig ut för att dokumentera sina amerikanska landsmäns liv, röster och musik.

## Rollista (i urval)
- Paul Mescal - Lionel
  - Chris Cooper - Lionel, som äldre
- Josh O'Connor - David
- Molly Price - Lionels mor
- Raphael Sbarge - Lionel Sr.
- Hadley Robinson - Belle
- Emma Canning - Clarissa
- Briana Middleton
- Gary Raymond - William